# 藤本梨恵
藤本 梨恵（ふじもと りえ、女性、1983年3月11日 - ）は、日本のオートレース選手、元プロボクサー。ボクサー時代のリングネームは藤本 りえ。埼玉県上尾市出身。初代OPBF女子東洋太平洋スーパーフライ級王者。元JWBC日本フライ級、同バンタム級王者。入場曲はジャネット・ジャクソン「ALL FOR YOU」。ボクサー時代は協栄ボクシングジム、オートレーサーとしては伊勢崎オートレース場所属。

## 来歴

### ボクシング
日本女子体大二階堂高校3年でボクシングを始める。
2003年9月21日、八尾基代を2RKOで下しプロデビューを果たした。
2006年6月10日、猪崎かずみを判定で下し、JWBC認定となる日本フライ級王座を獲得した。
2006年12月15日、猪崎かずみとの再戦で1Rに偶然のバッティングによる出血で続行不可能となった。レフェリーストップによるTKO負けという不可解な裁定で王座を失った。
2007年4月15日、ツバサをTKOで下し、JWBC日本バンタム級王座を獲得した。同年9月4日、自身のブログにてKAKINUMAジムから協栄ジムに移籍することを表明した。
2008年1月17日、JWBCが解散となり、藤本の保持していたバンタム級王座も消滅した。
2008年2月28日に行われた第1回プロテストで合格。同年5月9日、「G Legend」にて四ヶ所麻美に判定勝利を収めた。
2008年12月31日、広島サンプラザホールにて韓国バンタム級4位李恵林（韓国）を3R1分47秒TKOで勝利した。この興行のメインでは同門の坂田健史が世界王座を失った。
WBC女子世界スーパーフライ級王者柳明玉（北朝鮮）の防衛戦欠場に伴い、2009年2月13日に暫定王座をPABA女子スーパーフライ級王者ウサナコン・ゴーキャットジム（タイ）と争うことが決まった。しかし2月3日、ウサナコンがデング出血熱感染のため3週間の治療を要すると診断されたことにより急遽延期となり、暫定王座決定戦は正規王座のタイトルマッチ後に行われることになった。
2009年3月2日、タイパンガーの屋外特設リングで行われたWBC女子世界スーパーフライ級暫定王座決定戦10回戦では、前日計量で不正行為が行われた可能性について藤本陣営が指摘、抗議したが受け付けられず、試合ではウサナコンに4RTKO負けを喫し、王座獲得はならなかった。6月14日、WBA女子フライ級12位としてOPBF女子スーパーフライ級8位の金善縞（韓国）と116ポンド契約6回戦を行い、5RTKO勝利を収めて再起を果たした。
2009年9月21日、OPBF女子東洋太平洋スーパーフライ級の初代王座を同2位として1位のミッシェル・プレストン（ニュージーランド）と争い、3-0（99-92、99-92、98-93）で判定勝利。日本人としては菊地奈々子に次いで2人目となる東洋太平洋女子王座を獲得した。
2010年2月20日、初防衛戦で山口直子と対戦し、4Rにはダウンを奪い、この回までのポイントを3-0でリードしたが、徐々に挽回を許し、9RTKO負けを喫して王座を失った。
2010年12月6日、後楽園ホールで天海ツナミが持つWBA女子世界スーパーフライ級王座に挑戦。しかし8回TKOで王座奪取失敗。
2011年1月に引退を表明。4月9日に後楽園ホールで坂田とともに引退セレモニーを行った。
2013年11月20日、佐藤洋太引退興行に来場。新たに協栄ジムに移籍した高野人母美のセコンドなどを引き受けた。

### オートレース
2012年5月25日、ボートレーサーを目指していることが報道されたが、不合格だった。
2012年8月13日、オートレース第32期選手候補生入所試験に合格。
2013年7月19日、伊勢崎オートレース場でデビュー、8着に終わった。
2013年9月8日、伊勢崎オートレース場にてデビュー19走目で初勝利。
2017年8月6日、伊勢崎オートレース場で初優勝を飾る。競走車名は「サバズシ」。女子選手の優勝は佐藤摩弥、益春菜、岡谷美由紀に次いで4人目。
2020年7月1日 - 競輪・オートレース⾞券販売サイト「チャリロト.com」を運営する株式会社チャリ・ロトとスポンサー契約を締結。
2021年2月21日、飯塚オートレース場で開催された「ミッドナイトオートレース」で2回目の優勝を飾る。競走車名は「サバズシ3」。女子選手では初めてのミッドナイトオートレース優勝で、初日から3日間全て1着入線の完全優勝だった。
2022年2月16日、川口オートレース場で開催された「普通開催」の第9レースにて、1着入線し通算100勝達成。

## 戦歴（プロボクシング）
- プロボクシング：16戦 9勝 4KO 5敗 2分

| 戦           | 日付           | 勝敗 | 時間    | 内容    | 対戦相手                           | 国籍             | 備考                                             |
| ------------ | -------------- | ---- | ------- | ------- | ---------------------------------- | ---------------- | ------------------------------------------------ |
| 1            | 2003年9月21日  | 勝利 | 2R 0:52 | TKO     | 八尾基代（ソルジャーファクトリー） | 日本             | プロデビュー戦                                   |
| 2            | 2003年11月30日 | 引分 | 4R      | 判定1-0 | 古賀友子（シュガーレイ）           | 日本             |                                                  |
| 3            | 2004年5月23日  | 勝利 | 4R      | 判定3-0 | 古賀友子（シュガーレイ）           | 日本             | 日本フライ級トーナメント                         |
| 4            | 2004年7月18日  | 敗北 | 2R 1:59 | TKO     | 山口直子（山木）                   | 日本             | 日本フライ級トーナメント準決勝                   |
| 5            | 2005年6月12日  | 勝利 | 4R      | 判定3-0 | 久保真由美（鴨居）                 | 日本             |                                                  |
| 6            | 2005年10月1日  | 引分 | 4R      | 判定1-0 | マーベラス（SPEED）                | 日本             |                                                  |
| 7            | 2006年6月10日  | 勝利 | 8R      | 判定2-0 | 猪崎かずみ（鴨居）                 | 日本             | 日本フライ級タイトルマッチ                       |
| 8            | 2006年12月15日 | 敗北 | 1R 1:58 | TKO     | 猪崎かずみ（鴨居）                 | 日本             | 日本王座陥落                                     |
| 9            | 2007年4月15日  | 勝利 | 7R      | TKO     | ツバサ（山木）                     | 日本             | 日本バンタム級タイトルマッチ                     |
| 10           | 2008年5月9日   | 勝利 | 6R      | 判定2-0 | 四ケ所麻美（フラッシュ赤羽）       | 日本             |                                                  |
| 11           | 2008年12月31日 | 勝利 | 3R 1:47 | TKO     | 李恵林                             | 韓国             |                                                  |
| 12           | 2009年3月2日   | 敗北 | 4R      | TKO     | ウサナコン・ゴーキャットジム       | タイ             | WBC女子世界スーパーフライ級暫定タイトルマッチ    |
| 13           | 2009年6月14日  | 勝利 | 5R 1:48 | TKO     | 金善鎬                             | 韓国             |                                                  |
| 14           | 2009年9月21日  | 勝利 | 10R     | 判定3-0 | ミッシェル・プレストン             | ニュージーランド | OPBF女子東洋太平洋スーパーフライ級タイトルマッチ |
| 15           | 2010年2月20日  | 敗北 | 9R 1:55 | TKO     | 山口直子（白井・具志堅）           | 日本             | OPBF陥落                                         |
| 16           | 2010年12月6日  | 敗北 | 8R      | TKO     | 天海ツナミ（山木）                 | 日本             | WBA女子スーパーフライ級タイトルマッチ            |
| テンプレート |                |      |         |         |                                    |                  |                                                  |

## 獲得タイトル（プロボクシング）
- JWBC日本フライ級王座
- JWBC日本バンタム級王座
- OPBF女子東洋太平洋スーパーフライ級王座

## 戦歴（オートレース）
- プロフィール（2022年現在）
  - 選手登録 2013年7月1日
  - 身長　162.0cm
  - 体重　47.5kg
  - 血液型　O型

- 戦歴 
  - 通算優勝回数：2回

- 受賞歴
  - オートレース選手表彰
    - 特別賞：1回（2013年）